# 阿爾庫希內
49°57′20″N 37°8′59″E / 49.95556°N 37.14972°E
阿爾庫希內（烏克蘭語：Аркушине）是位於烏克蘭東部的村莊，由哈爾科夫州庫皮揚斯克區的大布尔卢克市镇負責管轄。該村始建於1750年，面積0.45平方公里，海拔高度117米，2001年人口53。